# Jon Myong-hwa
Jon Myong-hwa (9 de agosto de 1993) é uma futebolista norte-coreana que atua como meia.

## Carreira
Jon Myong-hwa integrou o elenco da Seleção Norte-Coreana de Futebol Feminino, nas Olimpíadas de 2012. 